# Homaranismo
Der Begriff Homaranismo (wörtlich etwa ‚Lehre der Angehörigen der Menschheit‘), auch Kosmopolitischer Humanismus genannt, entstammt der Esperanto-Bewegung und umfasst Zamenhofs  Lehre von der Verbrüderung der Menschheit.

## Geschichte
Zamenhof entwarf diese Lehre um das Jahr 1900 und veröffentlichte sie anonym in einer Broschüre im Jahre 1906 und dann in einer überarbeiteten Auflage 1913 unter seinem richtigen Namen. Zuerst (1906) nannte Zamenhof diese Lehre nach dem jüdischen Gelehrten Hillel Hillelismus, da es eigentlich nur eine reformierte Form des Judentums sein sollte. Ein Judentum ohne die schwer nachvollziehbare Kleiderordnung, Reinheits- und Speisegebote, so hoffte er, würde nicht mehr den antisemitischen Hetzen ausgesetzt sein. Als Basis dafür nahm er den Satz, unter dem man laut Hillel den gesamten Tanach zusammenfassen könne. Gemeint ist damit die sogenannte Goldene Regel: „Was du nicht willst, was man dir tu’, das füg’ auch keinem ander’n zu.“
Konkret formulierte Zamenhof folgende drei Regeln:
1. Wir fühlen und anerkennen die Existenz der höchsten Macht (Kraft), die die Welt beherrscht und die wir Gott nennen.
2. Gott legte seine Gesetze in das Herz jeden Menschens in Gestalt des Gewissens. Gehorche deshalb immer der Stimme deines Gewissens, da dies die nie verstummende Stimme Gottes ist.
3. Das Wesen aller Gesetze, die Gott in das Herz pflanzte, manifestiert sich im Spruch: Liebe deinen Nächsten und handle im Umgang mit anderen so, wie du wolltest, daß sie mit dir umgehen. Begehe nie offen oder verborgen Taten, über die deine innere Stimme dir sagt, daß sie Gott mißfallen. Alle übrigen Lehren, die du von deinen Lehrern und Führern hörst und die sich nicht auf die drei Hauptpunkte beziehen, sind nur menschliche Kommentare, die wahr, aber auch falsch sein können.

Zamenhof bemerkte dazu:
„Unter Hillelismus verstehen wir keine neue Konfession, sondern nur eine neue gesellschaftlich-religiöse Organisation im Rahmen der schon lange existierenden jüdischen Religion. Dieser Religion kann sich mit gutem Gewissen jeder moralisch handelnde Mensch anschließen, wie auch immer seine religiösen Überzeugungen aussehen mögen, die er bis jetzt hatte.“
Diese Grundeinstellung brachte ihn dazu, es auf alle Religionen auszudehnen. Deswegen benannte er es um in Homaranismo. Im Gegensatz zu anderen frühen Mitgliedern der Esperanto-Bewegung war für Zamenhof die Plansprache Esperanto ein Mittel, das friedliche Zusammenleben der Völker zu erleichtern. Zamenhofs Tochter Lidia übernahm diese Philosophie und lehrte sie Seite an Seite mit Esperanto und ihrer Religion, der Bahai.
Der Homaranismo weist in Lehre und Kultus auffallende Ähnlichkeiten zum Projekt Weltethos von Hans Küng und dem Noahidismus mit den Noachidischen Geboten auf.

## Auszug aus der Deklaration zum Homaranismo
I. Ich bin ein Mensch, und die ganze Menschheit betrachte ich als eine Familie; die Teilung der Menschheit in verschiedene einander feindliche Völker und ethnisch-religiöse Gemeinschaften betrachte ich als eines der größten Übel, das früher oder später verschwinden muss und dessen Verschwinden ich nach Kräften fördern muss.
II. Ich sehe in jedem Menschen nur den Menschen, und ich bewerte jeden Menschen nur gemäß seinem persönlichen Wert und seinen Handlungen. Jede Kränkung oder Bedrückung eines Menschen deswegen, dass er einem anderen Volk, einer anderen Sprache, einer anderen Religion oder sozialen Klasse als ich angehört, betrachte ich als Barbarei.
III. Ich bin mir bewusst, dass jedes Land nicht diesem oder jenem Volk gehört, sondern in völliger Gleichberechtigung allen seinen Bewohnern, ganz gleich, welcher mutmaßlichen Abstammung sie sind, welche Sprache, Religion oder soziale Rolle sie haben; die Identifikation der Interessen eines Landes mit den Interessen dieses oder jenes Volkes oder dieser oder jener Religion sowie den Vorwand irgendwelcher historischer Rechte, die einem Volk im Lande erlauben, über die anderen zu herrschen und ihnen das elementarste und natürlichste Recht auf das Vaterland zu verweigern, betrachte ich als Überbleibsel aus den barbarischen Zeiten, als es nur das Faustrecht gab.
IV. Ich glaube, dass jede Person in seinem/ihrem Familienleben das natürliche und unbestreitbare Recht hat, jede Sprache oder Dialekt zu sprechen und sich zu jeder Religion zu bekennen, wie er/sie es möchte; dennoch muss er/sie, während er/sie mit Menschen von anderer Herkunft kommuniziert, wenn möglich das Ziel haben, eine neutrale Sprache zu benutzen und entsprechend nach neutralen, religiösen Prinzipien zu leben. Jede Bestrebung einer Person, seine/ihre Sprache oder Religion zu der anderer Menschen zu erheben, wenn es nicht wirklich nötig ist, betrachte ich als Barbarei.